# Synagoge (Soultz-sous-Forêts)

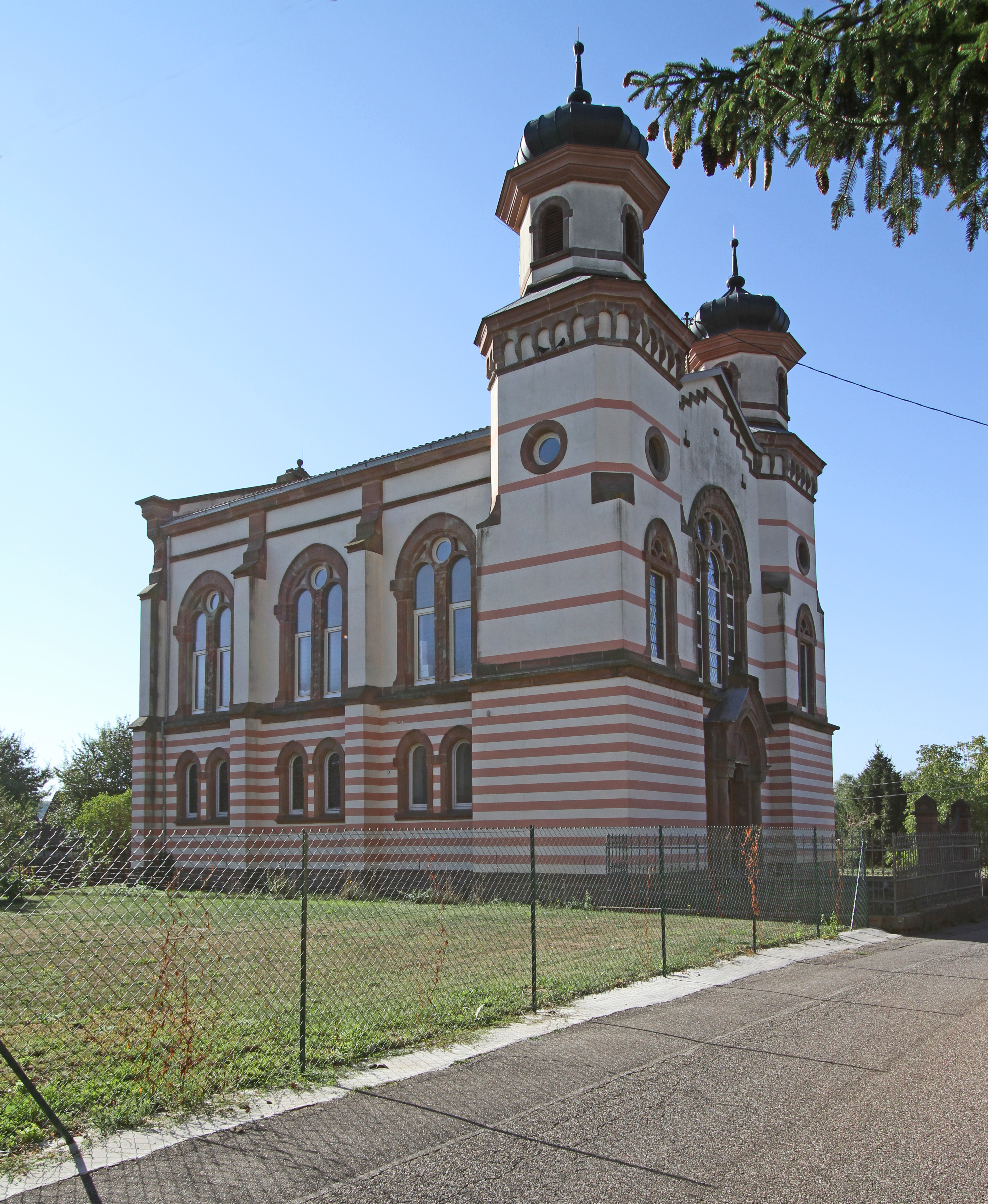
Synagoge in Soultz-sous-Forêts

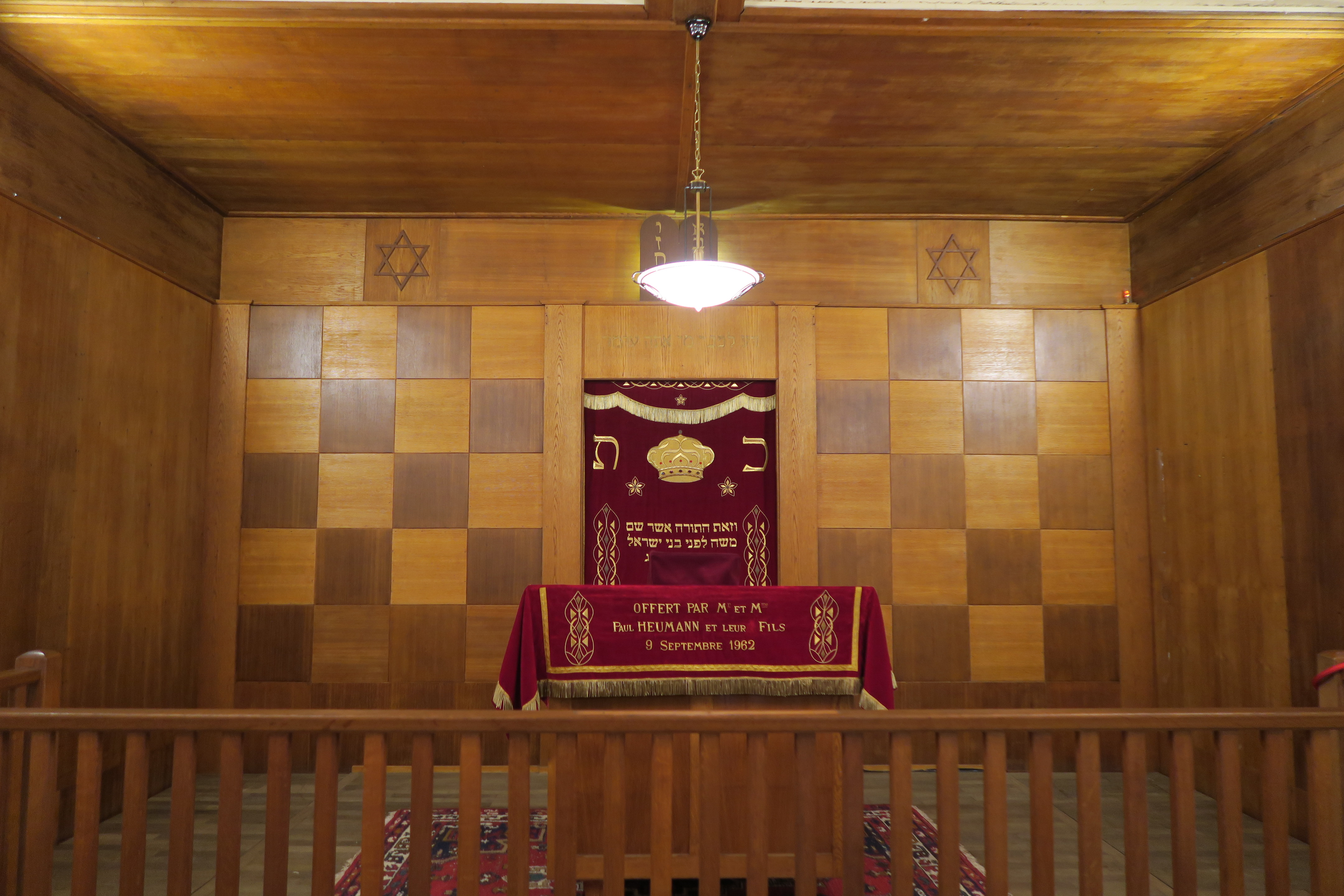
Innenansicht

Die Synagoge in Soultz-sous-Forêts, einer französischen Gemeinde im Département Bas-Rhin in der Region Grand Est, ist ein ehemaliges Gotteshaus. Sie wurde am 5. November 1897 eingeweiht. Die profanierte Synagoge an der Rue de la Bergerie ist seit 1994 als Baudenkmal (Monument historique) geschützt.

## Geschichte
In Soultz-sous-Forêts gab es bereits im Mittelalter eine Synagoge, die 1343 genannt wird. 1838 wurde eine neue Synagoge errichtet, die 1897 durch den heute noch bestehenden Bau ersetzt wurde. Die Synagoge wurde durch die deutschen Besatzer während des Zweiten Weltkriegs schwer beschädigt und diente nach der Renovierung ab 1962 von aus Nordafrika stammenden Juden als Gotteshaus.

## Heutige Nutzung
Heute ist die Gemeinde Soultz-sous-Forêts Eigentümerin der Synagoge, die nun für kulturelle Zwecke genutzt wird.
Mit Hilfe der Gemeinde und auf Initiative von Guy Heumann, Vorsteher der jüdischen Gemeinde, wird die Synagoge weiter restauriert, 2016 wurden die Turmspitzen aus Metall wieder aufgesetzt und authentische Glasfenster installiert. Außerdem wurde in diesem Jahr die erste jüdische Hochzeit seit 77 Jahren gefeiert.
Die Familie Heumann betreibt in Soultz-sous-Forêts seit 1907 eine Matzefabrik.